# Генрі-стріт (Мангеттен)
Генрі-стріт (англ. Henry Street) — вулиця в Нижньому Іст-Сайді Нью-Йоркського боро Мангеттен, що проходить в односторонньому напрямку на схід, за винятком двох невеликих двосторонніх відрізків на захід від Пайк-стріт і на схід від Монтгомері-стріт. Тягнеться від Олівер-стріт на заході (місцеву назву «південь», оскільки вона спрямована до центру міста), проходить під Манхеттенським мостом і далі до Гранд-стріт на сході. Вулиця названа на честь Генрі Ратґерса, героя Війни за незалежність США та видатного філантропа. Ратґерс-стріт, яка перетинається з Генрі-стріт, також названа на його честь.

## Історія
Завдяки щедрості Ратґерса на вулицях Генрі та Олівер була побудована церква для обслуговування моряків із доків Іст-Рівер. Храм Моряка на Генрі-стріт 3, був побудований у 1845 році і продовжував служити морським працівникам та їхнім сім'ям. Це визначна пам'ятка Нью-Йорка, і її було додано до Національного реєстру історичних місць у 1980 році.
Поганий стан іммігрантів, які жили в убогих багатоквартирних будинках на Генрі-стріт і в околицях наприкінці 19 століття, спонукав медсестер Ліліан Волд і Мері Мод Брюстер заснувати поселення на Генрі-стріт у 1893 році. Останнім часом Генрі-стріт продовжує залишатися іммігрантським районом яка була поглинена Чайна-тауном, що розростається.